# Asprenas effeminatus
Asprenas effeminatus är en insektsart som beskrevs av Carl 1913. Asprenas effeminatus ingår i släktet Asprenas och familjen Phasmatidae. Inga underarter finns listade.